# Miguel Miranda
Miguel Ângelo Saraiva Miranda (Porto, 9 ottobre 1978) è un ex cestista portoghese.
Alto 205 cm, giocava come ala.

## Carriera
Nel 2007 è stato convocato per gli Europei in Spagna con la maglia della nazionale di pallacanestro del Portogallo.

## Palmarès
- Coppa di Portogallo: 6

Porto: 1997, 1999, 2000, 2012
Queluz: 2005
Ovarense: 2009